# Жовтюх Хрисотеміда
Жовтюх Хрисотеміда (Colias chrysotheme) — вид метеликів родини біланових (Pieridae).

## Назва
Хрисотеміда — одна з дочок Даная у давньогрецькій міфології.

## Поширення
Вид поширений в Центральній і Східній Європі, Середній та Північній Азії від Австрії до Забайкалля та Манджурії.
В Україні локально поширений у лісостеповій та степовій зоні, також у Криму. З низки областей (Херсонська, Луганська) надійно зараз невідомий, з інших (Полтавська, Черкаська, Запорізька, Вінницька, Кіровоградська області) відомий лише з 1-2 місцезнаходжень. Також відомий за поодинокими старими знахідками на північному заході Поділля та Закарпатті.

## Опис
Розмах крил становить 35-48 мм. Верх крил помаранчево-жовтий з темною каймою по краю крил, яка у самців прорізана світлими жилками, а в самиць — з жовтуватими плямами.

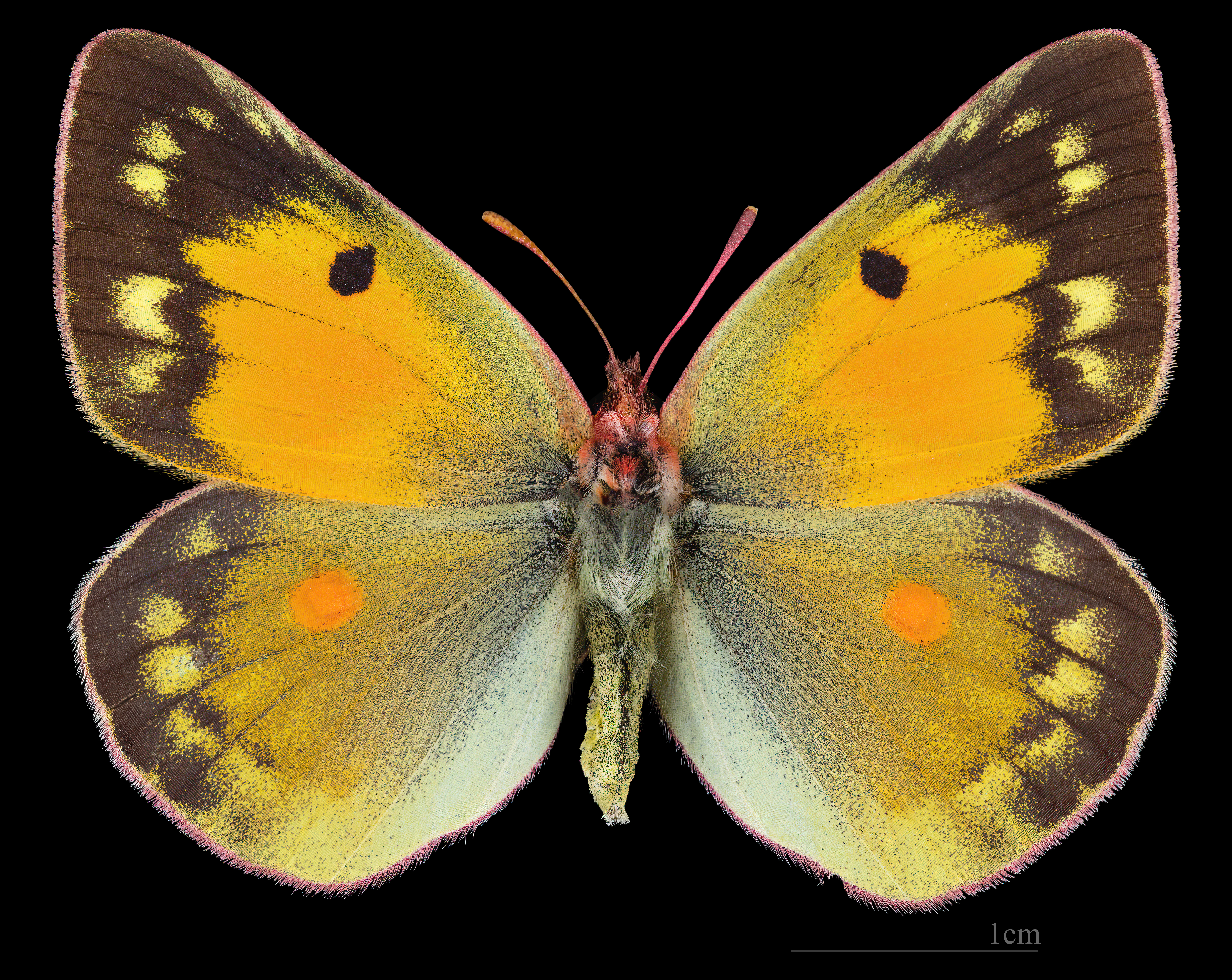
Colias chrysotheme ♀
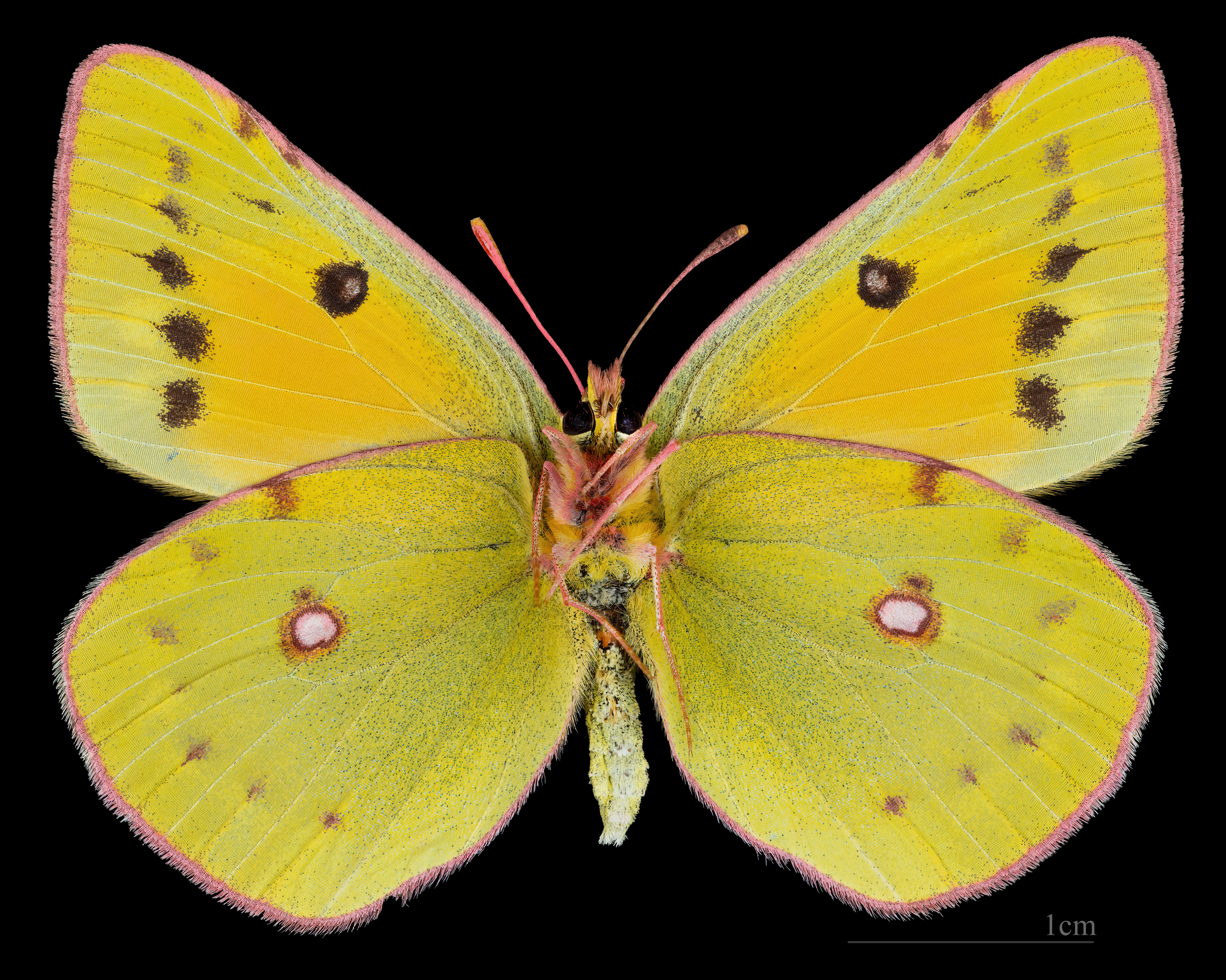
Colias chrysotheme ♀ △

## Спосіб життя
Метелики трапляються на степових ділянках, луках, балках в долинах малих річок. Метелики літають у травні-серпні. Є два покоління за рік. Гусениці живляться листям вики та астрагалу.